# رند آفریقای جنوبی
رند آفریقای جنوبی (به انگلیسی: South African rand) (به زبان بومی: Suid-Afrikaanse rand) با کد ایزوی ZAR، یکای پول رایج در کشور آفریقای جنوبی است. مسئولیت کنترل این یکای پول برعهدهٔ بانک مرکزی آفریقای جنوبی قرار دارد.